# Église Notre-Dame d'Angerville-l'Orcher
L'église Notre-Dame est une église catholique située dans la commune d'Angerville-l'Orcher, en France.

## Localisation
L'église est située à Angerville-l'Orcher, commune du département français de la Seine-Maritime.

## Historique
L'église est fondée au XIe siècle : de cette époque date le nef, le clocher est daté du siècle suivant.
Les fenêtres sont agrandies au XVIIe siècle.
L'édifice est classé au titre des monuments historiques en 1862 : la porte et le clocher font l'objet de la protection.

## Description
L'édifice est en pierre et brique.
En ce qui touche aux décors intérieurs de l'église, une litre seigneuriale consistant en une bande noire à valeur funéraire de 51 cm de large est située à environ 2,52 m du sol de l'église dont elle parcourt les murs intérieurs dans la chapelle nord reconvertie en sacrisitie. Un blason seigneurial peint sur un mur de la chapelle nord présente de fortes similitudes avec les armoiries de la famille Du Hamel de Grémonville de Melmont d'Orcher. Concernant les ornements extérieurs, un timbre représentant une couronne richement décorée de perles et de rubis, consistant en neuf pointes surmontées de grosses perles blanches. Les supports sont des feuillages rappelant les feuilles d’acanthe. Les tenants sont des archers, torse nu, portant des pagnes et des épaulettes en feuilles. Ils tiennent un arc dans une main et soutiennent, de l’autre, des feuilles d’acanthe entourant l’écu. Sur le mur septentrional, des lévriers blancs se superposent aux tenants hommes, debout sur leurs pattes arrière et posant leurs pattes avant sur les supports de feuillage. Le sol est peint de manière sommaire, suggérant un parterre d’herbes. Sur le mur sud, les armoiries sont altérées et difficilement discernables. Le mur ouest présente un blason très altéré par un nettoyage incontrôlé. Sur le mur nord, le blason est mieux préservé, il présente l’écusson et les lévriers gris clairs plus visibles.
L'église conserve un retable du  XIXe siècle de style XVIIe siècle qui figure la « Présentation au Temple ».